# Arbejdere i Moskva
Arbejdere i Moskva er en dansk dokumentarfilm fra 1968 med instruktion og manuskript af Tørk Haxthausen.

## Handling
En skildring af forholdene på en af Moskvas store maskinfabrikker, som de tager sig ud for en gruppe arbejdere. Medlemmer af denne gruppe fortæller om de sociale og arbejdsmæssige forhold og om deres fritidsinteresser og videreuddannelse.